# Round Island (Mauritius)
Round Island (in francese Île Ronde) è un'isola disabitata che sorge 22,5 km a nord di Mauritius. Ha una superficie di 1,69 km² e un'altitudine massima di 280 m.

## Flora
Sull'isola crescono tre differenti specie di palme endemiche: Dictyosperma album,
Hyophorbe lagenicaulis e Latania loddigesii.

## Fauna
L'isola è classificata come riserva naturale per l'alto numero di endemismi erpetologici ospitati tra cui il boa terrestre di Round Island (Casarea dussumieri), lo scinco di Round Island (Leiolopisma telfairii), il geco diurno di Round Island (Phelsuma guentheri) e l'estinto boa fossorio di Round Island (Bolyeria multocarinata). Sono inoltre presenti popolazioni del geco Nactus serpensinsula, endemismo presente solo su quest'isola e sulla vicina Isola dei serpenti e dello scinco di Bojer (Gongylomorphus bojerii), un tempo molto comune sull'isola di Mauritius, e oggi considerato specie in pericolo critico di estinzione.

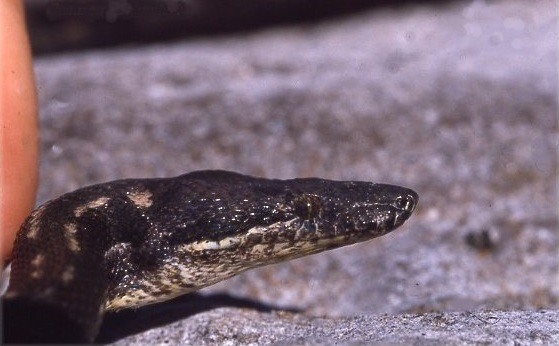
Casarea dussumieri
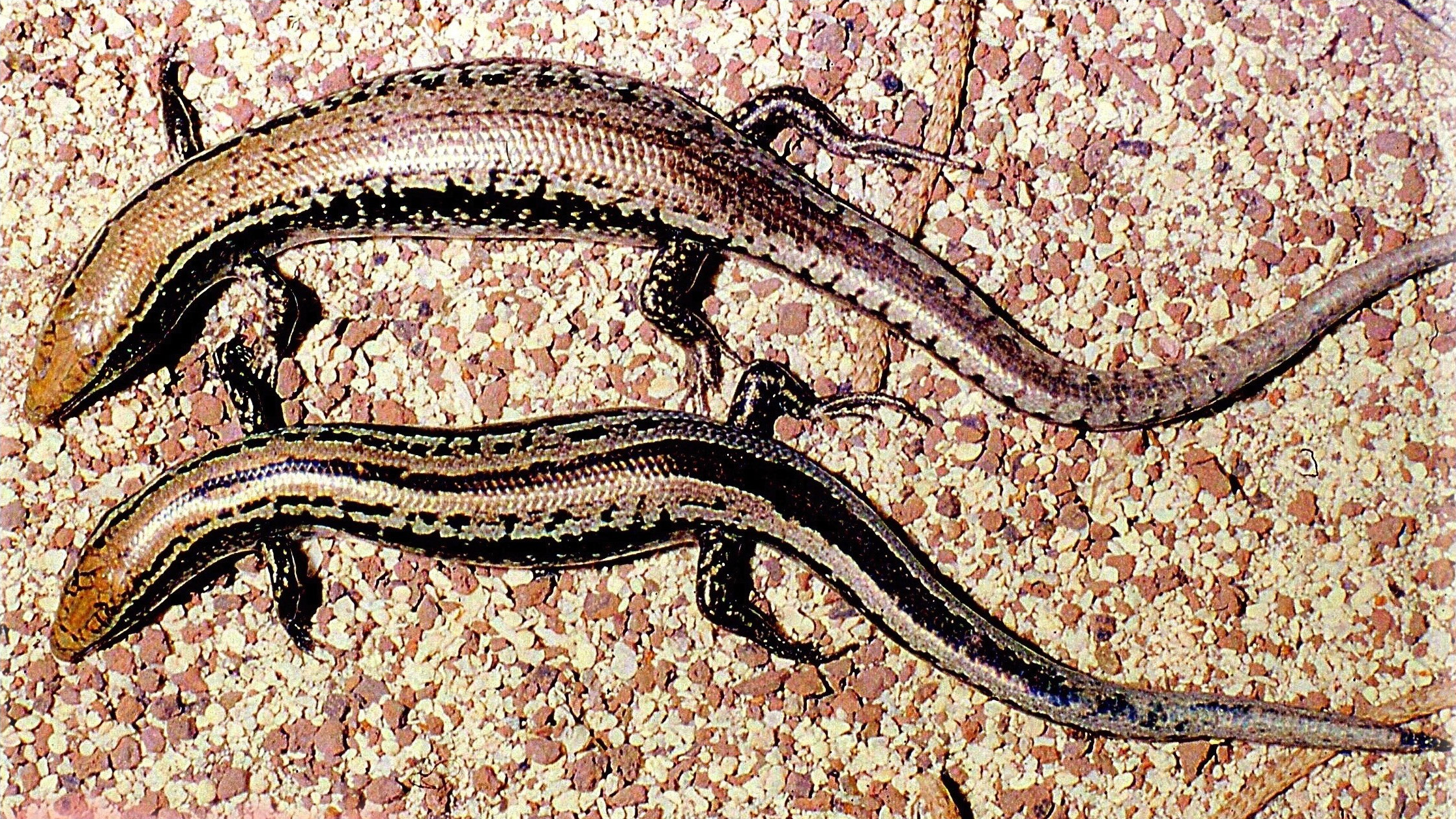
Gongylomorphus bojerii
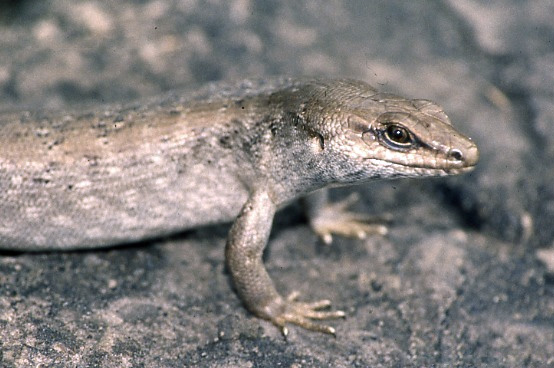
Leiolopisma telfairii
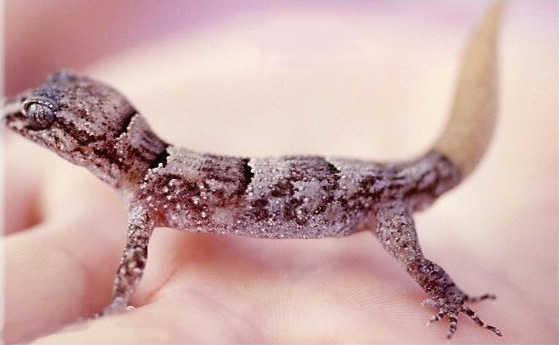
Nactus serpensinsula
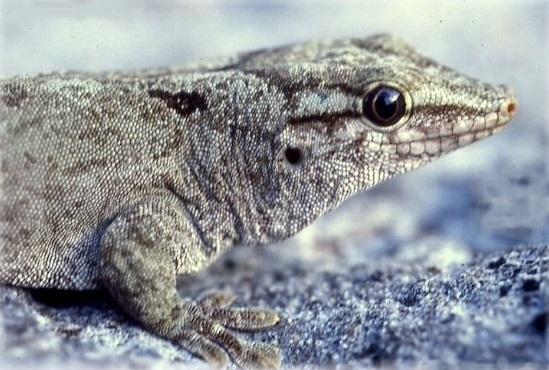
Phelsuma guentheri

## Curiosità
C'è un'isola segreta di Final Fantasy VII con lo stesso nome, accessibile solamente grazie al Chocobo d'oro.